# Stenoonops petrunkevitchi
Espèce
Stenoonops petrunkevitchi est une espèce d'araignées aranéomorphes de la famille des Oonopidae.

## Distribution
Cette espèce se rencontre au Costa Rica et au Panama.

## Description
Le mâle décrit par Platnick et Dupérré en 2010 mesure 1,28 mm et la femelle 1,34 mm.

## Étymologie
Cette espèce est nommée en l'honneur d'Alexander Ivanovitch Petrunkevitch.

## Publication originale
- Chickering, 1951 : The Oonopidae of Panama. Bulletin of The Museum of Comparative Zoology, no 106, p. 207-245 (texte intégral).